# Старая Задоровка
Ста́рая Задо́ровка (тат. Иске Задур) — деревня в Дрожжановском районе Республики Татарстан, в составе Алешкин-Саплыкского сельского поселения.

## География
Деревня находится в бассейне реки Цильна, в 5 км к востоку от села Старое Дрожжаное.

## История
Деревня основана во второй половине XVII века (по другой версии – в период Казанского ханства).
В XVIII – первой половине XIX веков жители относились к категории государственных крестьян (выполняли лашманную повинность). Их основные занятия в этот период – земледелие и скотоводство, было распространено отходничество на сезонные сельскохозяйственные работы.
В «Списке населенных мест по сведениям 1859 года», изданном в 1863 году, населённый пункт упомянут как лашманская деревня Старая Задоровка 1-го стана Буинского уезда Симбирской губернии. Располагалась при речке Задоровке, по левую сторону коммерческого тракта из Буинска в Алатырь, в 55 верстах от уездного города Буинска и в 18 верстах от становой квартиры во владельческой деревне Малая Цыльна. В деревне в 72 дворах жили 692 человека (324 мужчины и 368 женщин). Была мечеть.
В начале XX века в деревне функционировали мечеть, медресе, 6 торгово-промышленных заведений. В этот период земельный надел сельской общины составлял 1418,3 десятины.
В 1930 году в деревне организован колхоз «1 мая», с 2015 года земли деревни в хозяйственном управлении ООО «Агрофирма им. П.В.Дементьева».
До 1920 года деревня входила в Дрожжановскую волость Буинского уезда Симбирской губернии. С 1920 года в составе Буинского кантона ТАССР. С 10 августа 1930 года в Дрожжановском, с 1 февраля 1963 года в Буинском, с 30 декабря 1966 года в Дрожжановском районах.

## Население
| 1859 | 1897 | 1913 | 1920 | 1926 | 1938 | 1949 | 1958 | 1970 | 1979 | 1989 | 2002 | 2010 | 2018 |
| ---- | ---- | ---- | ---- | ---- | ---- | ---- | ---- | ---- | ---- | ---- | ---- | ---- | ---- |
| 692  | 990  | 1399 | 1255 | 971  | 366  | 912  | 496  | 470  | 360  | 155  | 116  | 80   | 63   |

Национальный состав села: татары.

## Социальные объекты
Начальная школа, клуб, библиотека, фельдшерско-акушерский пункт.

## Религиозные объекты
Мечеть.